# Campeonato Mundial de Atletismo Júnior de 2012 - Marcha atlética 10000 m feminina
A prova da Marcha atlética 10 km feminino do Campeonato Mundial de Atletismo Júnior de 2012 ocorreu no dia 11 de julho em Barcelona, na Espanha. 

## Recordes
Antes desta competição, os recordes mundiais e do campeonato nesta prova eram os seguintes:
|     | Nome             | Nacionalidade | Tempo    | Local     | Data                |
| --- | ---------------- | ------------- | -------- | --------- | ------------------- |
| WJR | Elena Lashmanova | Rússia        | 42:49.48 | Tallinn   | 21 de julho de 2011 |
| CR  | Tatyana Mineyeva | Rússia        | 43:24.72 | Bydgoszcz | 9 de julho de 2008  |

## Medalhistas
| Ouro                      | Prata                    | Bronze              |
| Ekaterina Medvedeva (RUS) | Nadezhda Leontyeva (RUS) | Sandra Arenas (COL) |

## Cronograma
Todos os horários são locais (UTC+1).
| Data        | Hora  | Evento |
| ----------- | ----- | ------ |
| 11 de julho | 09:30 | Final  |

## Resultado final
A prova final foi realizada no dia 11 de julho ás 09:30. 
| Posição           | Atleta                       | Nacionalidade | Tempo    | Notas                |
| ----------------- | ---------------------------- | ------------- | -------- | -------------------- |
| Medalha de ouro   | Ekaterina Medvedeva          | Rússia        | 45:41.74 |                      |
| Medalha de prata  | Nadezhda Leontyeva           | Rússia        | 45:43.64 | Recorde pessoal      |
| Medalha de bronze | Sandra Arenas                | Colômbia      | 45:44.46 |                      |
| 4                 | Liudmyla Olianovska          | Ucrânia       | 45:53.50 | Recorde pessoal      |
| 5                 | Yanxue Mao                   | China         | 46:10.60 | Recorde pessoal      |
| 6                 | Anežka Drahotová             | Chéquia       | 46:29.95 | Recorde pessoal      |
| 7                 | Alejandra Ortega             | México        | 47:03.42 | Recorde pessoal      |
| 8                 | Nozomi Yagi                  | Japão         | 47:04.92 | Recorde pessoal      |
| 9                 | Ángela Castro                | Bolívia       | 47:09.62 | Recorde pessoal      |
| 10                | Kimberly García              | Peru          | 47:42.49 | Recorde da temporada |
| 11                | Alina Halchenko              | Ucrânia       | 47:49.92 |                      |
| 12                | Katarina Strmenová           | Eslováquia    | 47:54.60 | Recorde pessoal      |
| 13                | Wendy Cornejo                | Bolívia       | 48:00.03 | {SB}}                |
| 14                | Eliška Drahotová             | Chéquia       | 48:15.34 | Recorde pessoal      |
| 15                | Anna Clemente                | Itália        | 48:22.25 | Recorde pessoal      |
| 16                | Dandan Duan                  | China         | 48:39.21 | Recorde pessoal      |
| 17                | Jeong Eun Lee                | Coreia do Sul | 48:40.61 | Recorde pessoal      |
| 18                | Kate Veale                   | Irlanda       | 48:50.20 | Recorde pessoal      |
| 19                | Elena Poli                   | Itália        | 49:11.12 |                      |
| 20                | Emilie Tissot                | França        | 49:13.95 | Recorde pessoal      |
| 21                | Amanda Cano                  | Espanha       | 49:18.27 |                      |
| 22                | Rachel Tallent               | Austrália     | 49:55.81 |                      |
| 23                | Sae Matsumoto                | Japão         | 49:56.66 |                      |
| 24                | Laura García-Caro            | Espanha       | 50:13.77 | Recorde pessoal      |
| 25                | Yanelli Caballero            | México        | 50:29.85 |                      |
| 26                | Gamze Özgör                  | Turquia       | 50:53.64 | Recorde pessoal      |
| 27                | Filipa Ferreira              | Portugal      | 50:59.00 |                      |
| 28                | Coralie Mellado              | França        | 51:14.84 | Recorde da temporada |
| 29                | Elif Koc                     | Turquia       | 51:44.86 | Recorde pessoal      |
| 30                | Shahinaz Al-Nasri            | Tunísia       | 51:53.22 |                      |
| 31                | Emma Prendiville             | Irlanda       | 52:41.51 | Recorde pessoal      |
| 32                | Bariza Ghezelani             | Argélia       | 53:30.36 |                      |
| 33                | Mara Ribeiro                 | Portugal      | 53:31.29 |                      |
| 34                | Erika Parviainen             | Finlândia     | 53:56.98 | Recorde pessoal      |
| –                 | Jessica Pickles              | Austrália     | –        | DSQ                  |
| –                 | Khushbir Kaur                | Índia         | –        | DSQ                  |
| –                 | Viktoryia Rashchupkina       | Bielorrússia  | –        | DNF                  |
| –                 | Alexandra Iuliana Aichimoaei | Roménia       | –        | DNF                  |

Legenda
| Recorde mundial       | Recorde mundial (World record)               |                       | Recorde africano                      | Recorde africano (African) |                                           | Q | Classificado por posição (Qualified) |
| Recorde do campeonato | Recorde do campeonato (Championship record)  | Recorde da América    | Recorde da América (Americas)         | q                          | Classificado por melhor tempo (Qualified) |   |                                      |
| Melhor marca do ano   | Melhor marca do ano (World leading)          | Recorde asiático      | Recorde asiático (Asian)              | DNS                        | Não largou (Did not start)                |   |                                      |
| Recorde nacional      | Recorde nacional (National record)           | Recorde europeu       | Recorde europeu (European)            | DNF                        | Não terminou (Did not finish)             |   |                                      |
| Recorde pessoal       | Recorde pessoal do atleta (Personal best)    | Recorde da Oceania    | Recorde da Oceania (Oceania)          | DSQ / DQ                   | Desclassificado (Disqualified)            |   |                                      |
| Recorde da temporada  | Recorde da temporada do atleta (Season best) | Recorde sul-americano | Recorde sul-americano (South America) | NM                         | Sem marca (No mark)                       |   |                                      |